# Roya Tuloui

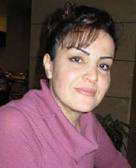
Roya Tuloui (2006)

Roya Tuloui (* 22. Mai 1966 in Baneh, Kordestān, Iran) ist eine bekannte iranisch-kurdische Journalistin, Menschenrechtsaktivistin und Feministin. Geboren ist sie in der Stadt Baneh im Westiran. Sie schloss die Schule in Baneh ab und studierte danach Pathologie an der Universität Mashhad.

## Leben
Sie war Chefredakteurin eines kurdischsprachigen monatlichen Magazins für Frauen mit dem Titel Rasan. Nach drei Ausgaben in der Stadt Sanandadsch im Frühling und Sommer 2005 wurde das Magazin durch das iranische Gericht verboten.
Tuloui gründete auch die kurdische Frauengruppe Association of the Kurdish Women Supporting Peace in Kurdistan.
Daneben ist sie Mitglied des Kurdischen PEN.
Im April 2005 wurde sie wegen ihrer Kritik an der staatlichen Autorität und wegen der Verteidigung der Rechte für Frauen und Minderheiten wegen Gefährdung der nationalen Sicherheit angeklagt. Während der kurdischen Unruhen im Westiran wurde Tuloui am 2. August 2005 inhaftiert und nach 66 Tagen im Oktober wieder entlassen.
Der Internationale PEN hatte im November 2005 ihren Fall am Tag des „Inhaftierten Schriftstellers“ vorgetragen.
Tuloui floh nach ihrer Freilassung über die Türkei und von dort im April 2006 in die USA.